# Iris neosetosa
Iris neosetosa är en irisväxtart som beskrevs av Yong No Lee. Iris neosetosa ingår i släktet irisar, och familjen irisväxter. Inga underarter finns listade i Catalogue of Life.